# Петров Костянтин Едуардович
Петров Костянтин Едуардович — український фахівець у галузі системотехніки, доктор технічних наук, професор кафедри системотехніки Харківського національного університету радіоелектроніки.

## Біографія
Він завершив навчання в Харківському інституті радіоелектроніки в 1993 році. У тому ж році він почав працювати на посаді викладача прикладної математики, а з 1997 року — старшого викладача Університету внутрішніх справ.
1997 року ним була захищена кандидатська дисертація на базі Університету внутрішніх справ.
З 1998 року він працював доцентом кафедри прикладної математики та аналітичного забезпечення ОВС Харківського національного університету внутрішніх справ.
2009 року ним була захищена докторська дисертація.
З 2011 року він обіймав посаду начальника кафедри інформатики та інформаційних систем і технологій в діяльності ОВС Харківського національного університету внутрішніх справ, а з 2013 року — почав працювати професором кафедри інформаційних технологій та захисту інформації.
З 2016 році Костянтин Петров працює професором кафедри штучного інтелекту в Харківському національному університеті радіоелектроніки.

## Наукова робота
До сфери наукових інтересів Костянтина Петрова входять:
- методи прийняття рішень;
- системи підтримки прийняття рішень;
- багатофакторне оцінювання;
- багатокритеріальна оптимізація;
- інтелектуальний аналіз даних.

У період з 2005 по 2009 роки він брав безпосередню участь у науково-дослідних роботах у межах держбюджетного фінансування:
- «Розробка методів і інструментальних засобів структурно-параметричної ідентифікації моделей багатофакторного оцінювання і багатокритеріальної оптимізації»;
- «Синтез методів обробки інформації за умов невизначеності на основі самонавчання та м'яких обчислень»;
- «Розробка математичних моделей і програмних засобів прийняття багатокритеріальних рішень в умовах невизначеності»;
- «Розробка принципів та програмних засобів системи підтримки прийняття рішень в умовах невизначеності для технологічних та організаційних систем».

## Творчий доробок
Костянтин Петров є автором понад 125 публікацій та 3 монографій:
- Ovezgeldyev A.O., Petrov K.E. Fuzzy-Interval Choice of Alternatives in Collective Expert Evaluation // Cybernetics and Systems Analysis. — 2016. — 52(2). — pp. 269—276.
- Ovezgel'dyev A.O., Petrov K.E. Modeling individual multifactor estimation using GMDH elements and genetic algorithms // Cybernetics and Systems Analysis. — 2007. — 43(1). — pp. 126—133.
- Ovezgel'dyev A.O., Petrov K.E. Estimation and ranking of alternatives under interval uncertainty // Kibernetika i Sistemnyj Analiz. — 2005. — (4). — pp. 148—153.